# Бережанський склозавод
Бережанський склозавод — промислове підприємство корпорації «Укрбудматеріали» у місті Бережани.
Заснований 1961; від 1993 — ВАТ. Працюють 890 осіб.
Спеціалізується на виробництві посуду, розсіювачів для побутових світильників, кахелю тощо. Основний спосіб виробництва — ручне видування й декорування.
В асортименті — близько 500 видів продукції. Вироби експортують до Німеччини, Болгарії, Молдови, Росії, Латвії та інших країн.
Завод очолювали: І. Цап, М. Варнавін, від 1982 — Г. Видойник.
В 2010 року Бережанський склозавод є лідером по виробництву скла та скло виробів 
Із 2011 року завод закритий за судовим рішенням про банкрутство